# Joseph Constantin Kaiser
Pour les articles homonymes, voir Kaiser.
 (avril 2025).
Si vous disposez d'ouvrages ou d'articles de référence ou si vous connaissez des sites web de qualité traitant du thème abordé ici, merci de compléter l'article en donnant les références utiles à sa vérifiabilité et en les liant à la section « Notes et références ».
Joseph Constantin Kaiser est un sculpteur et fondeur d'art Suisse, né à Delémont, dans le canton du Jura, le 21 mars 1886 et décédé le 11 mars 1955.

## Biographie
Originaire de Laufon (BL), il effectue la scolarité obligatoire et le progymase à Delémont puis suit un apprentissage de décorateur en bâtiment à Bâle, métier qu’il pratique ensuite à Zurich, Berne et Belfort. Il obtient une Bourse fédérale (1906) qui lui permet de s’établir à Paris pour y étudier les Beaux-Arts et les Arts décoratifs à l’Académie Julian. Il y obtient six médailles (1909-1910).

En 1913, il se fixe à Berne jusqu’à ce qu’il soit mobilisé. Après la guerre, il s’installe définitivement à Delémont où il accomplit une grande quantité de travaux. Connu pour les différentes rénovations des fontaines Delémontaines, il créa pourtant de nombreuses œuvres originales dont les bustes de "Virgile Rossel" et "Pierre Péquignat".

## Œuvres
- Réfection de la tour de l’église catholique de St-Imier
- Rénovation du guerrier romain de la fontaine "St-Maurice" à Delémont
- Rénovation de la fontaine du "Sauvage" à Delémont
- Rénovation de la fontaine du "Lion" à Delémont
- Rénovation de la fontaine de "la Vierge" (sur mandat de la Société de développement et d'embellissement de Delémont, 1940-1942)
- Réalisation du buste de Pierre Péquignat à Courgenay
- Réalisation du monument érigé à la mémoire des soldats français au cimetière de Delémont.
- Réalisation de la plaque commémorative à la mémoire d'Henri Duvoisin, à l'école de culture générale, Delémont (1920).
- Réalisation de la plaque commémorative de la route de "Pierre-Pertuis"
- Réalisation de la plaque commémorative à la mémoire d'Auguste Quiquerez au château de Soyhières (1932).
- Réalisation des décorations de l’église de Glovelier
- Réalisation des décorations de la Banque Cantonale à Porrentruy
- Réalisation des décorations de la Banque Populaire à Delémont
- Rénovation du Rosaire qui se trouve sur le chemin conduisant au Vorbourg à Delémont.
- Réalisation du buste de Virgile Rossel à Tramelan avec son fils aîné Joseph Robert Kaiser (1939).
- Réalisation du "Soldat Porte-drapeau", Musée d'art et d'histoire, Delémont.
- Réalisation des fonts baptismaux de l'église St-Marcel, Delémont (1938).

Œuvres
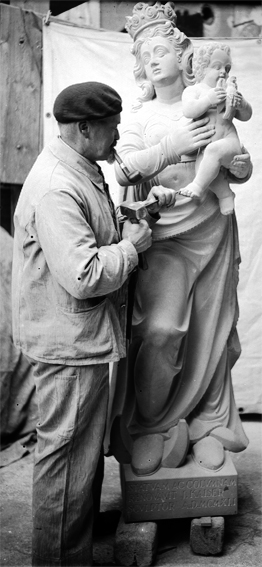
Joseph Constantin Kaiser à l'œuvre lors de la rénovation de la fontaine de la Vierge à Delémont.
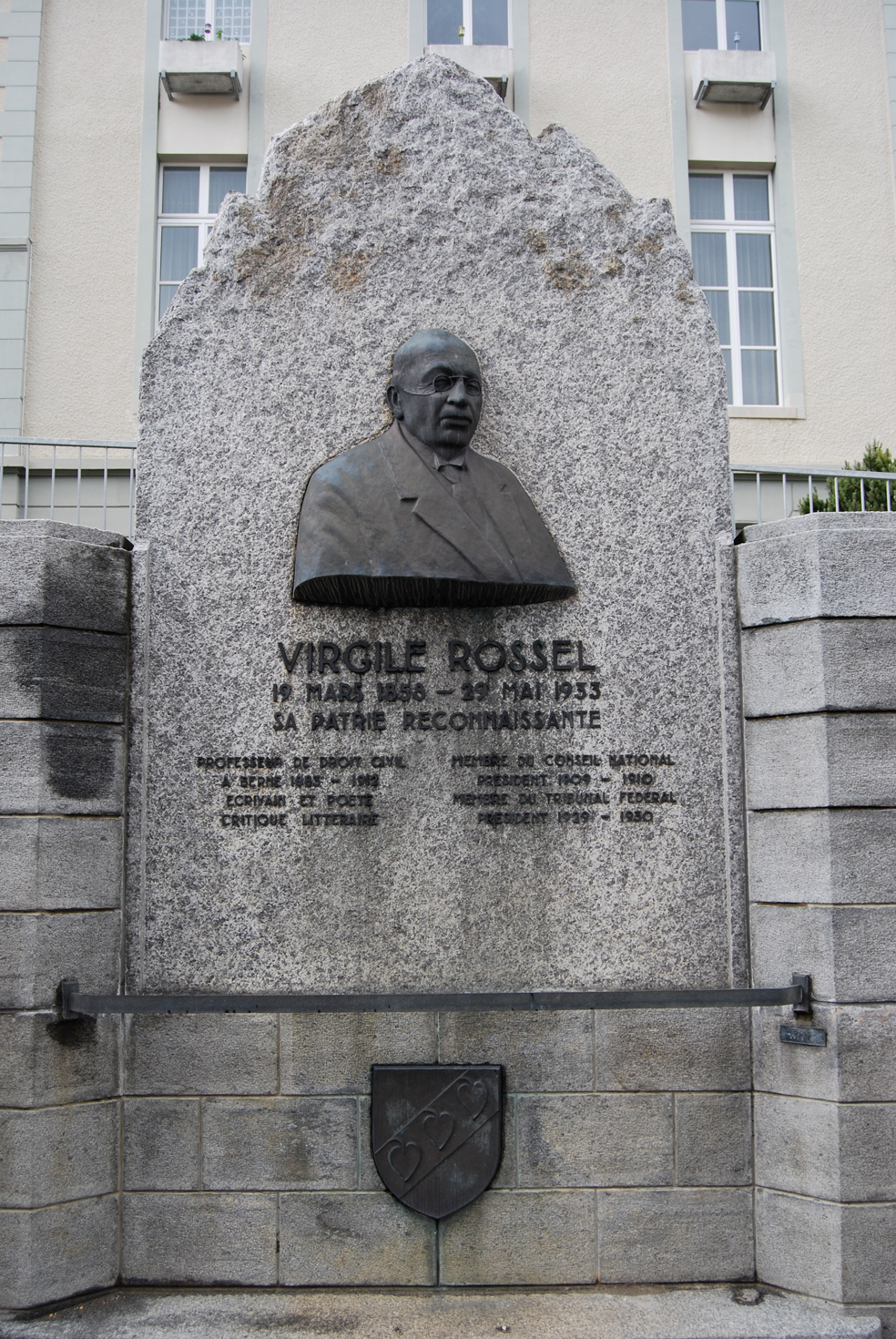
Monument de Virgil Rossel à Tramelan.
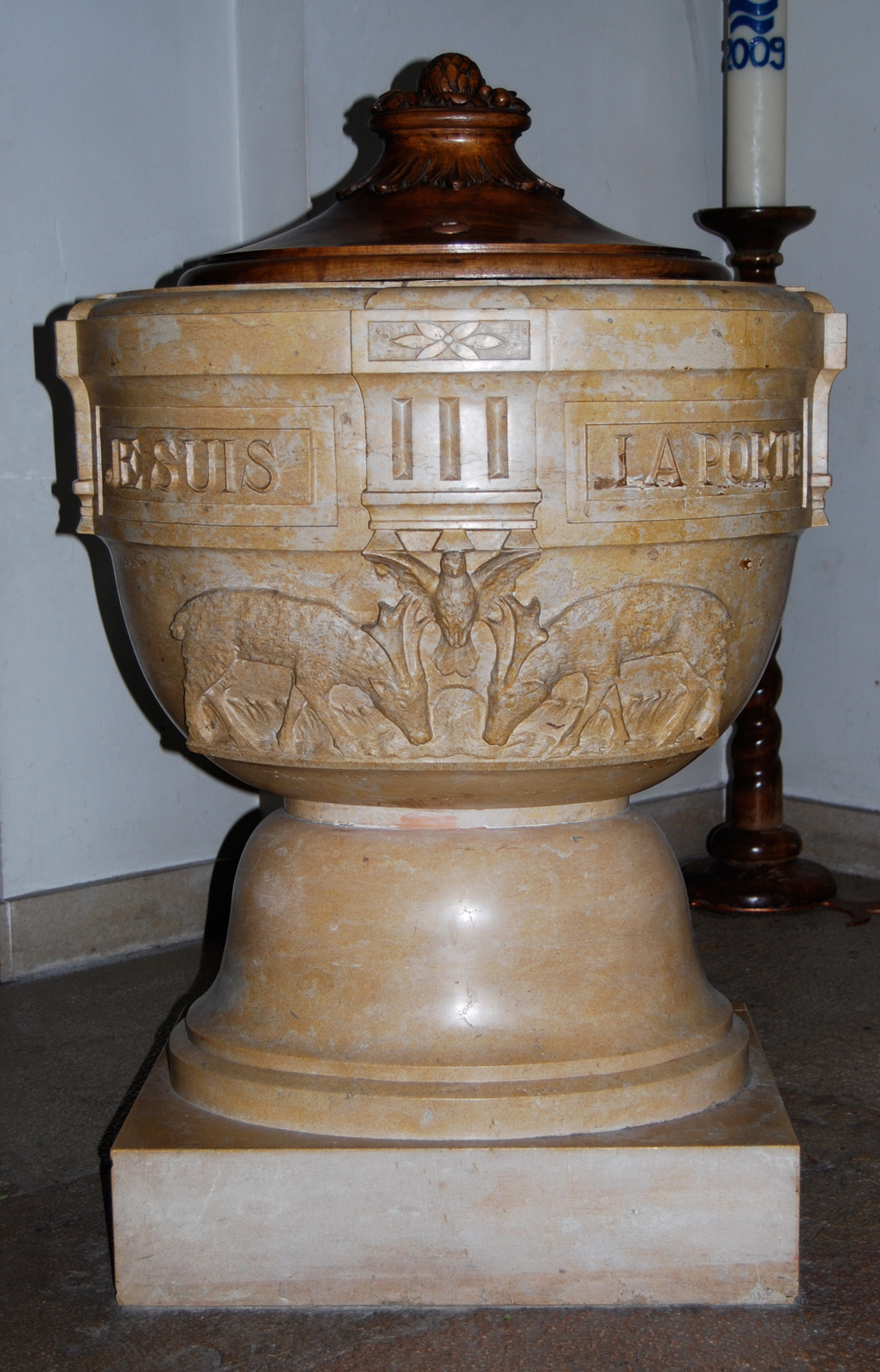
Fonts baptismaux de l'église St-Marcel à Delémont.

## Principales expositions
- 1re Exposition Jurassienne de peinture, sculptures et gravure, Delémont, 1922